# سارا غريفين
سارا غريفين (بالإنجليزية: Sara Griffin)‏ هي لاعبة كرة لينة أمريكية، ولدت في 19 فبراير 1976 في سيمي فالي في الولايات المتحدة.